# Narhvalsund
De Narhvalsund is een zeestraat in het Nationaal park Noordoost-Groenland in het oosten van Groenland.

## Geografie
Het water maakt deel uit van het fjordencomplex van de Koning Oscarfjord. Het mondt in het zuidoosten uit in de Koning Oscarfjord. Het is noordwest-zuidoost georiënteerd en heeft een lengte van meer dan 20 kilometer. In het noordwesten takt het af van de Kempefjord.
In het noordoosten wordt de inham begrensd door het eiland Ella Ø en in het zuidwesten door het Lyellland.